# 弱褐蛇鰻
弱褐蛇鰻為輻鰭魚綱鰻鱺目糯鰻亞目蛇鰻科褐蛇鰻屬的其中一種，該物種分布於中西大西洋的波多黎各海域，棲息在底層水域，屬肉食性。

## 擴展閱讀
維基物種上的相關：弱褐蛇鰻